# Etiudy rytmiczne (Messiaen)
Etiudy rytmiczne (fr. Études de rhythme) – zbiór czterech etiud na fortepian skomponowany przez Oliviera Messiaena w latach 1949–1950. Utwór został wykonany przez kompozytora w Tunisie w 1950 r. Jego francuska premiera, w wykonaniu Yvonne Loriod, odbyła się 7 listopada 1951 r. Tuluzie.
Zbiór składa się z czterech utworów:
1. Wyspa ognia – wariacje oparte na ostinato;
2. Modi wartości i mocy – utwór o charakterze serialnym i tonalnej harmonice[2]; skomponowane w 1949 r.
3. Neumy rytmiczne – skomponowany w 1949 r.
4. Wyspa ognia II – wariacje na temat nawiązujący do bicia dzwonów; skomponowane w 1950 r.